# 六氰合钴(III)酸钕
六氰合钴(III)酸钕是一种无机化合物，化学式为Nd[Co(CN)6]。

## 结构
Nd[Co(CN)6]·5H2O属六方晶系，受热失水得到的Nd[Co(CN)6]·4H2O属正交晶系。

## 制备
将六氰合钴(III)酸钾加至略过量的沸腾的氯化钕溶液中，可以得到沉淀2Nd[Co(CN)6]·9H2O。

## 性质
六氰合钴(III)酸钕难溶于水，微溶于浓盐酸，可以迅速被沸腾的氢氧化钠分解。
水合晶体受热失水而变蓝。